# 斑点单囊壳
斑点单囊壳（学名：Sphaerotheca macularis）是属于白粉菌目白粉菌科单囊壳属的一种真菌，寄生在葎草属植物上。该种分布于中国、日本、加拿大、比利时、西班牙、匈牙利、俄罗斯、芬兰、阿尔及利亚、法国、英国、罗马尼亚、美国、挪威、荷兰、葡萄牙、奥地利、意大利、瑞士、德国等地。
种名 macularis 意为“斑点的”。